# Podravina
Područje Podravine za razliku od istoimenog geografskog pojma obuhvaća uže područje, tj. područja koja gravitiraju gradovima Koprivnici, Ludbregu i Đurđevcu. Istočnije od Đurđevca, od mjesta Stari Gradac na istok, nalazi se Slavonija koja obuhvaća veliki dio pridravskog prostora, na kojem se stanovnici izjašnjavaju kao Slavonci, a taj se kraj često naziva i Podravljem.
Podravina obuhvaća prostor između rijeke Drave na sjeveru i pobrđa (Bilogora), odnosno sjevernih ogranaka Kalničkog gorja (Kalnik) na jugu, a uključuje i područje s lijeve obale Drave zvano Prekodravlje. Podravina kao kulturno-povijesni pojam nastaje u kasnom srednjem vijeku. Stariji i danas potpuno potisnuti regionalni pojam identičan Podravini je bio Komarnica. Do sredina 14. stoljeća je na prostoru koji danas obuhvaća pojam Podravine postojala Komarnička županija, koja je kasnije uključena u sastav Križevačke županije. Kasnije je ostao pojam Komarničkog arhiđakonata (dio prostora koji je obuvaćala Zagrebačka biskupija).
Najkasnije do početka 16. st. administrativni i kulturni pojam Komarnice pretvara se u pojam Podravine. Npr. student na sveučilištu Beč, Stjepan iz Struge se 1516. deklarira kao «Podrawiczs», što ukazuje na početno stvaranje kulturno-povijesnog pojma Podravine i Podravaca, a istim su pojmom zapravo obuhvaćeni sjeverni odnosno pridravski teritoriji koje je obuhvaćala srednjovjekovna Križevačka županija (tj. nekadašnje prostore Komarničke županije). Istočne granice Podravine očuvane su habsburško-osmanskim ratovima tj. pojam P. obuhvaća danas samo ona područja koja su ostala u sastavu Vojne krajine (Varaždinski generalat), čija je istočna granica bila identična srednjovjekovnoj granici između Križevačke i Virovitičke županije. Istovremeno se prostor dijela Križevačke županije (južno od prostora kojim teče rijeka Drava) (okolica grada Ludbreg) naziva podravskim distriktom. Time je na kraju srednjega i na početku ranoga novog vijeka formirana Podravina u današnjem smislu riječi. Ona u 16. stoljeću na krajiškom području obuhvaća Koprivničku i Đurđevačku kapetaniju, a u provincijalnom dijelu podravski distrikt Križevačke županije. I danas se stanovnici regionalno osjećaju Podravcima gotovo isključivo na ovim područjima. 
U krajiškom dijelu su od 16. stoljeća glavna središta bili grad Koprivnca i utvrda te ujedno trgovište Đurđevac, a u provincijalnom se kao središte formira Ludbreg. Time su još prije više od četiri stoljeća utemeljena tri temeljna nodalno-funkcionalna središta Podravine pa stoga do danas govorimo o Ludbreškoj, Koprivničkoj i Đurđevačkoj Podravini. Meandriranjem toka rijeke Drave 1710. Legrad kao važno trgovište prelazi fizički iz Međimurja u Podravinu, no Legrad se ne razvija u četvrto podravsko središte već počinje nazadovati što je na kraju rezultiralo njegovim pretvaranjem iz gradskog u seosko naselje. U 17. stoljeću je Podravina gotovo u cijelosti bila pograničnom regijom prema Osmanskom Carstvu jer je istočne prostore (oko Virovitice) obuhvaćao Požeški, a teritorije sjeverno od rijeke Drave (oko Nagykanizse) Kaniški sandžak. 
Potpisivanjem Karlovačkog mira 1699. Podravina prestaje biti pograničnom regijom, ali zadržava zasebni regionalni identitet u odnosu na susjedna područja. Sredinom 18. stoljeća Koprivnica prestaje biti dijelom Slavonske vojne krajine (Varaždinskog generalata), a na preostalom vojnokrajiškom teritoriju se utemeljuje Đurđevačka pukovnija. Tako se sve do razvojačenja Đurđevačke pukovnije 1871. zadržao dvojni kulturni, gospodarski i društveni razvoj dviju Podravina – vojnokrajiške i civilne. 
Nakon 1871. Podravina se nastavlja razvijati u jedinstvenom društvenom i gospodarskom sustavu Banske Hrvatske. Zanimljivo je da regija P. od kasnoga srednjega vijeka kasnije više nikada nije obuhvaćala jedinstvenu političku ili administrativnu cjelinu već je «podravski» regionalni identitet građen na kulturno-povijesnoj osnovici te prirodno-geografskoj odrednici pridravske nizine tj. prostora između rijeke Drave i bilogorsko-kalničkih pobrđa.